# Pörmitz
Pörmitz é um município da Alemanha localizado no distrito de Saale-Orla, estado de Turíngia.
Pertence ao Verwaltungsgemeinschaft de Seenplatte.

## Demografia
Evolução da população (31 de dezembro):
| - 1994 – 224 - 1995 – 225 - 1996 – 229 - 1997 – 223 | - 1998 – 222 - 1999 – 224 - 2000 – 221 - 2001 – 224 | - 2002 – 227 - 2003 – 224 - 2004 – 223 - 2005 – 222 |

Fonte: Thüringer Landesamt für Statistik